# Fédération de Rhodésie et du Nyassaland
1953–1963
Entités précédentes :
- Rhodésie du Nord
- Rhodésie du Sud
- Nyasaland

Entités suivantes :
- Rhodésie du Nord
- Rhodésie du Sud
- Nyasaland

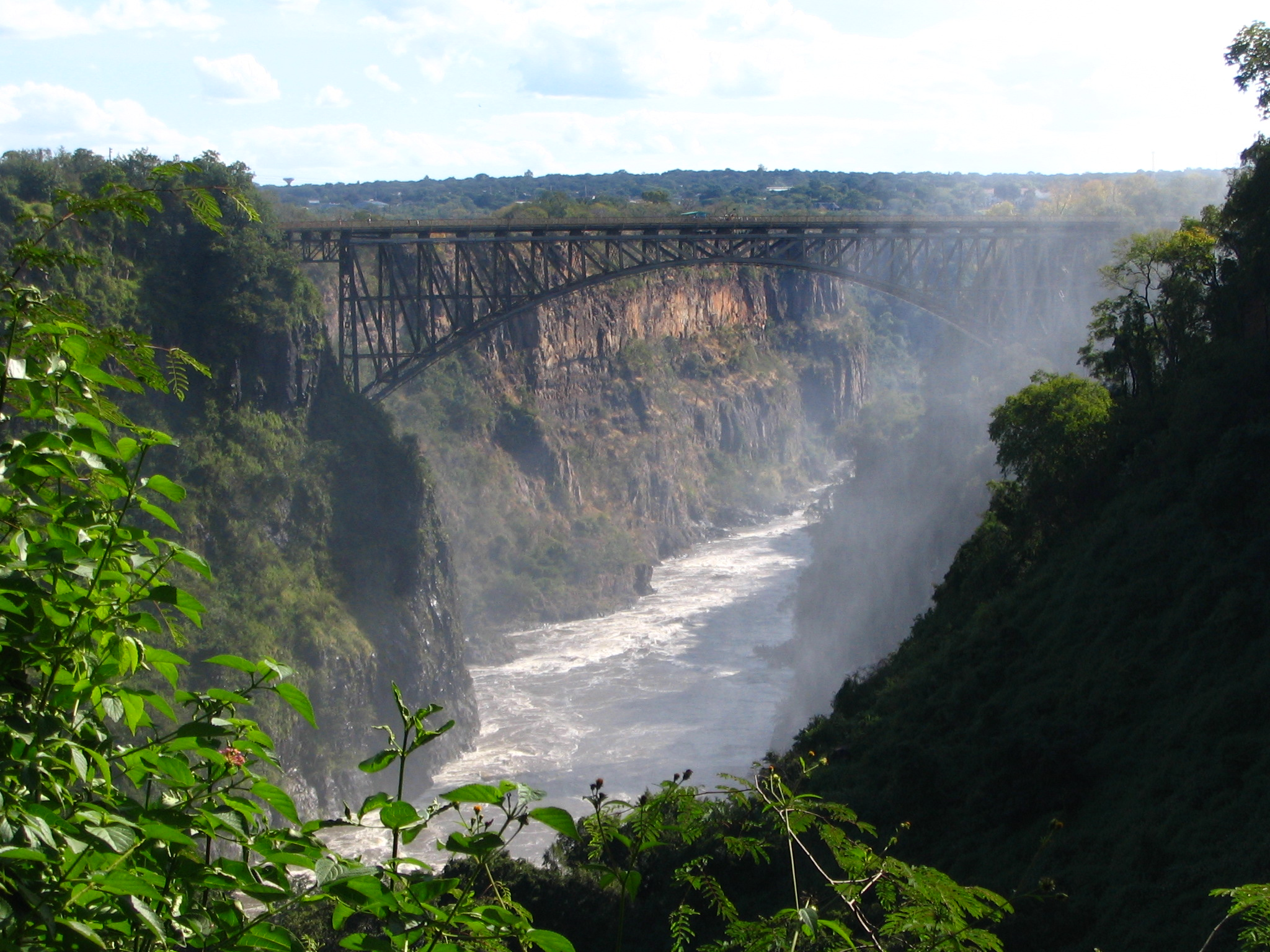
Le pont reliant les deux Rhodésies aux chutes Victoria

La fédération de Rhodésie et du Nyassaland ou fédération d'Afrique centrale regroupait les colonies du Nyassaland, de Rhodésie du Nord et de Rhodésie du Sud. Elle constituait une expérimentation coloniale mise au point par le Royaume-Uni pour développer économiquement cette région d'Afrique australe et retarder les volontés indépendantistes des Africains.
Fondée en 1953, elle prit fin dix ans plus tard sur un constat d'échec.

## Genèse
La raison d'être de la fédération était tout d'abord de faire contrepoids à l'union d'Afrique du Sud dont le gouvernement était dirigé par des nationalistes afrikaners hostiles aux intérêts britanniques. Elle devait permettre d'assainir l'économie des deux Rhodésies alors que le Nyasaland devait servir de réserve de main d'œuvre utile à l'industrialisation de la région. L'association raciale envisagée au sein d'un État multiracial devait permettre de sauvegarder les intérêts de l'Empire colonial britannique et servir de modèle à d'autres États en proie à des révoltes nationalistes comme le Kenya.
C'est après les découvertes des mines de cuivre de la Rhodésie du Nord, en 1920, qu'émergea ce désir d'union entre les deux Rhodésies. Les colons du Nord espéraient assurer leur suprématie en formant avec ceux du Sud une communauté plus nombreuse, alors que ces derniers y voyaient une aubaine pour amortir le poids de leur dette. Le gouvernement britannique, qui entendait défendre les intérêts des Africains placés sous son protectorat, s'opposa à ce projet d'amalgame.
En 1937, la commission royale Bledisloe fut néanmoins chargée d'étudier la question de cette association des deux Rhodésies, ainsi que le Nyassaland voisin. Elle conclut, en mars 1939, à l'impossibilité de constituer une fédération en raison des différences de statut de ces colonies et des politiques pratiquées vis-à-vis des « indigènes ». Tout en affirmant la nécessité d'une coopération plus étroite entre ces trois entités, la commission notait par ailleurs l'opposition unanime des Noirs de Rhodésie du Nord à toute tentative d'amalgamation.
Après la Seconde Guerre mondiale, les partisans de la fédération reprirent néanmoins leur offensive.

### Les opposants au principe de la fédération
Le principe de fédérer les trois colonies britanniques rencontra dès le début une vive opposition. En Rhodésie du Sud d'abord, les Blancs pensaient que les deux autres colonies étaient « trop noires pour être sauvées », et que le risque de voir ces États submergés par leur propre population noire serait accru s’ils étaient réunis. En Rhodésie du Nord, les Blancs appréciaient moins le « dépannage de ceux du Sud », manifestant un complexe d'infériorité[réf. nécessaire].
Enfin pour les Africains, la fédération est simplement un moyen pour les Blancs de maintenir et d'étendre leur suprématie en Afrique australe d'autant plus que le principe d'association raciale ne serait plus géré par le Colonial Office (l'Administration des Colonies) mais par les colons de Rhodésie du Sud. Pour eux, les garanties qui leur sont accordées ne sont que des mots sur un papier et dénoncent l'encouragement fait à l'immigration européenne en Rhodésie du Sud. Ils craignent, d'autre part, que soient alors rognés les droits sociaux et politiques avancés dont bénéficient les africains en Rhodésie du nord et au Nyassaland, et qui sont inconnus à ceux du Sud. Ainsi, leur évolution vers l'indépendance politique serait compromise.

### Les partisans du principe de la fédération
Les plus enthousiastes ont été les Blancs de Rhodésie du Nord qui craignaient que le Colonial office ne leur impose l'autonomie sur le mode de ce qui avait été fait au Ghana. Les Rhodésiens du Sud y voyaient un moyen d'assainir leur économie déficitaire et le maintien d'un taux d'imposition relativement bas. Ils rejettent unanimement, cependant, les nouveaux droits qui seraient accordés aux Noirs : il y avait 1 Blanc pour 42 Noirs en Rhodésie du Nord, 1 Blanc pour 13 Noirs en Rhodésie du Sud et 1 Blanc pour 598 Noirs au Nyassaland.

## Mise en place
C'est Andrew Cohen, un intellectuel idéaliste, à l'époque assistant au Colonial Office du sous-secrétaire aux affaires africaines, qui est l'architecte de la fédération. Traumatisé par l'Holocauste, Andrew Cohen était un humaniste, avocat de l'intégration et un adversaire résolu de la discrimination raciale. Il n'était cependant pas un radical, et restait prêt à temporiser ses idéaux pour éviter une plus grande menace, selon lui : le risque de voir la Rhodésie du Sud tomber dans l'orbite politique du gouvernement sud-africain dirigé par le parti national, et avec le nationalisme afrikaner l'adoption d'une politique d'apartheid.
Pour éviter l'instauration d'une suprématie blanche aussi radicale et inflexible que celle en cours en Afrique du Sud, Cohen préférait proposer et défendre un système paternaliste ouvert vers un avenir multiracial. Il emporta ainsi l'adhésion du ministre travailliste des colonies, James Griffiths, et de Godfrey Huggins, le premier ministre de Rhodésie du Sud.
Une conférence préliminaire se tint aux chutes Victoria en 1951, puis une autre à Londres en janvier 1952.
Un projet de constitution provisoire (révisable au bout de 7 ans) fut publié en juin 1952. Le parlement britannique devait donner son accord par 304 voix contre 260 au nom de la Rhodésie du Nord et du Nyassaland. Dans la colonie autonome de Rhodésie du Sud, les Blancs furent consultés par référendum en avril 1953. Sur les 40 000 électeurs, les 15 000 qui rejetèrent le principe de la fédération étaient principalement des Rhodésiens d'origines afrikaners, des membres de la classe ouvrière craignant l'africanisation des services européens et des colons irréductibles et racistes. Le projet de constitution fut approuvé par 25 000 électeurs.

## Les droits constitutionnels
La fédération instaurait la mise en place d'un gouvernement fédéral et l'octroi de certains droits aux Africains. Ceux-ci étaient associés aux décisions du gouvernement pour leur permettre d'acquérir l'expérience de la gestion des affaires et, un jour futur, la possibilité d'exercer la réalité du pouvoir. Les Noirs pouvaient voter mais les conditions pour accéder au droit de vote étaient tellement drastiques que, dans les années 1950, moins de mille d'entre eux possédaient une carte d'électeur. Néanmoins, six des 35 membres du parlement fédéral étaient des Noirs et trois Blancs supplémentaires devaient veiller au respect des intérêts des Africains. Un comité des affaires africaines fut d'ailleurs institué, avec charge de veiller au respect des intérêts africains. Il pouvait en appeler au gouvernement britannique s'il estimait que les droits des africains n'étaient pas respectés.
La Rhodésie du sud conservait néanmoins son gouvernement autonome pour les affaires intérieures.
Contrairement à l'Afrique du Sud de l'apartheid, les officiels rhodésiens convenaient que les Noirs pourraient un jour devenir majoritaires dans les parlements de la fédération.

## Historique

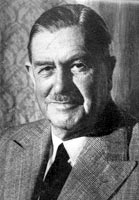
Sir Godfrey Huggins

Le premier Premier ministre de la fédération fut Sir Godfrey Huggins (anobli sous le titre de Lord Malvern) et ancien Premier ministre de Rhodésie du Sud depuis 1933.
Dès le début, la Fédération devait subir l'assaut de ses opposants qui cherchèrent à modifier le système. Ainsi, F.M. Van Eeden, un député du Parti fédéral de Rhodésie du Sud, proposa que la fédération soit divisée de nouveau et que la ceinture de cuivre de Rhodésie du nord soit intégrée à la Rhodésie du Sud et fondue dans un dominion blanc tandis que le reste des territoires retourneraient sous la tutelle du Colonial Office. La proposition fit scandale et le député fut exclu du parti fédéral bien qu'il ait été un membre éminent du gouvernement et du parlement.
Le gouvernement fédéral s'attacha à développer d'abord l'industrie, monopole des colons blancs et l'agriculture, particulièrement les plantations de tabac. Il ne put empêcher cependant la paupérisation des zones rurales.

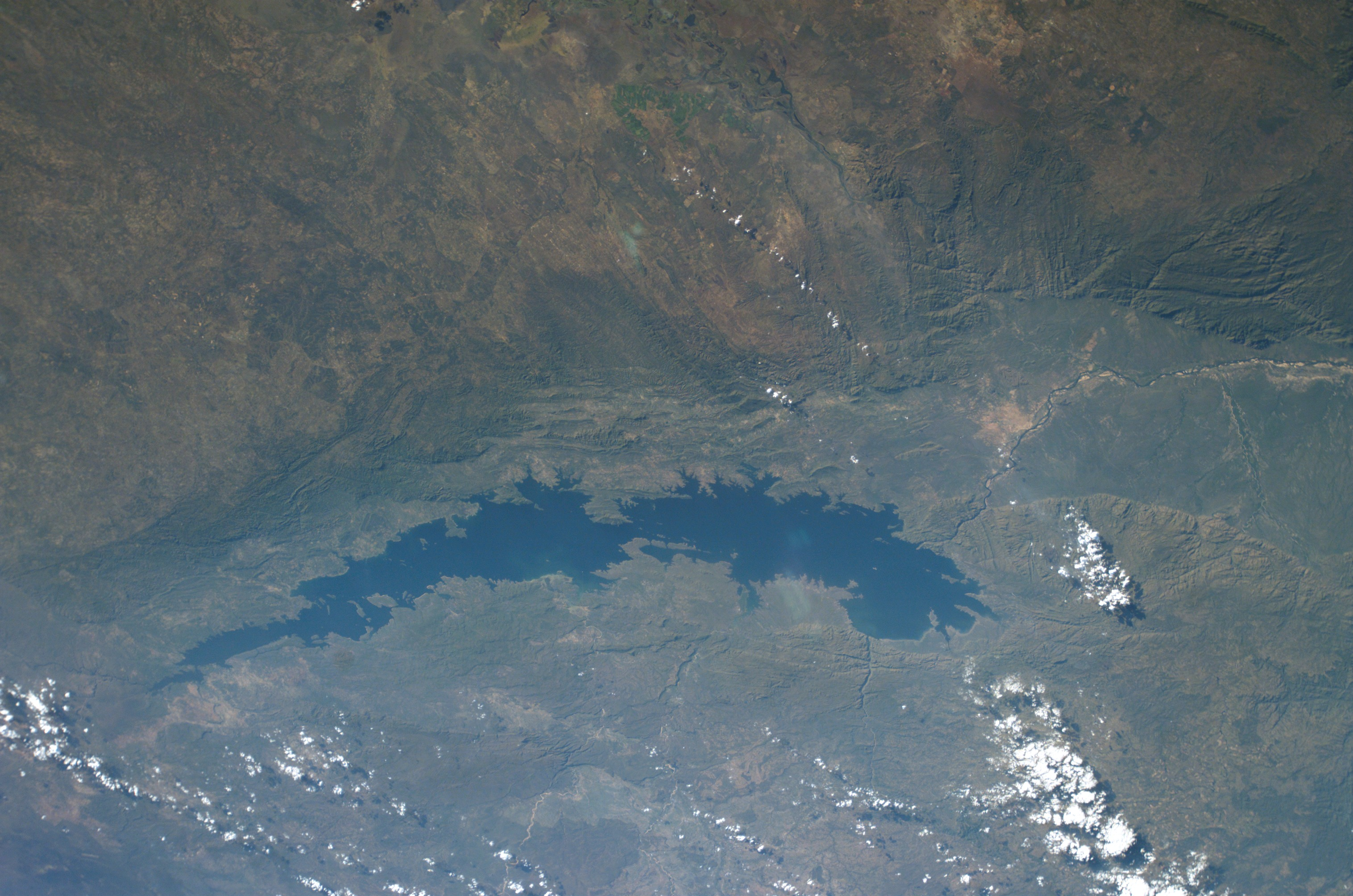
Lac Kariba

L'un des projets phares (et héritage historique) de la fédération fut la construction du barrage hydro-électrique du lac Kariba qui nécessitera l'évacuation de milliers d'Africains de leur terre ancestrale ainsi que l'évacuation de milliers d'animaux (opération Noé). Le résultat final fut la création d'un lac artificiel de 200 km de long et d'une largeur de 30 à 50 km. L'énergie disponible est destinée aux grandes villes et aux zones industrielles, comme les mines de la ceinture de cuivre de Rhodésie du nord. La politique scolaire fédérale permit le développement des écoles primaires et secondaires.
Durant les premières années, les Rhodésiens du Sud pensèrent avoir réalisé le projet d'amalgame de Cecil Rhodes et avoir uni sous un même gouvernement les territoires que Rhodes avait conquis au nom de la couronne britannique. Mais la population africaine très largement majoritaire du Nyassaland allait déstabiliser finalement la fédération. Malgré l'entrée d'Africains dans la haute administration de la Fédération, la population africaine la concevait toujours comme un avorton du colonialisme et de la suprématie blanche. La place du Nyassaland en son sein, et pour des raisons diverses, était contestée. Surtout, ce territoire disposait d'une petite élite noire, bien formée, nationaliste, revendicatrice et anglophile.
Le 10 février 1955, le collège pluriracial des Rhodésies-Nyasaland était fondé par charte royale.

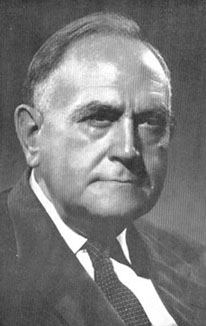
Sir Roy Welensky

C'est en 1955 que Lord Malvern fut remplacé par Roy Welensky à la tête du gouvernement fédéral. C'est également cette année-là que le colonel David Sterling fondait la Société africaine Capricorne, la  première association multiraciale.
Les partis politiques fédéraux étant également non raciaux, bon nombre d'Africains commencèrent à y adhérer. Ainsi, Joshua Nkomo adhéra au Parti fédéral uni de Godfrey Huggins alors que Ndabaningi Sithole rejoignait le parti africain central de Garfield Todd. D'autres enfin fondaient leur propre parti à l'instar de la Ligue des jeunes à Salisbury.
En 1957, la société Capricorne dirigée par Robert Chikerema organisa avec succès un boycott des autobus pour protester contre l'augmentation des tarifs.
Le 12 septembre 1957, à Salisbury, Joshua Nkomo, qui avait résilié son adhésion au parti fédéral uni, fonda l'ANC (African National Congress) de Rhodésie et en devint le premier président.
À partir de 1958, Welensky et Edgar Whitehead, le chef du gouvernement de Rhodésie du Sud, face à une agitation politique grandissante des nationalistes africains, la réprimèrent violemment.
Les relations entre le ministère des Affaires étrangères britanniques et la fédération se détériorèrent, notamment sous le mandat du premier ministre britannique Harold Macmillan. Welensky songea brièvement à proposer une déclaration unilatérale d'indépendance au nom de la fédération avant de se raviser.
Les opposants africains à la fédération s'organisaient et manifestaient bruyamment sous la direction de Hastings Kamuzu Banda, leader du Congrès national africain du Nyassaland et de Kenneth Kaunda, l'un des leaders du Congrès national africain de Zambie (un parti dissident de l'ANC de Rhodésie du nord). En février 1959, Banda lança une campagne de désobéissance civile. En mars 1959, le parti de Kaunda était interdit et lui-même était arrêté et jeté en prison pour neuf mois. Son adjoint, Mainza Chona, en profitait alors pour rassembler les leaders noirs nationalistes au sein du Parti de l'indépendance et de l'unité nationale (United National Independence Party - UNIP).
L'état d'urgence était proclamée en 1959 dans chacune des trois colonies de la fédération. Banda et les chefs de l'ANC du Nyassaland furent arrêtés et leur parti mis hors la loi. Des troupes territoriales de Rhodésie du Sud étaient alors déployés pour maintenir l'ordre dans toute la fédération.
En dépit du soutien du secrétaire au Commonwealth, Sir Alec Douglas-Home, Welensky se rendit compte qu'au sein du gouvernement britannique, on voulait la mort de la fédération. Ainsi le secrétaire colonial britannique, Ian Macleod, partisan de la règle majoritaire et des droits des Africains, ne cachait pas qu'il voulait dissoudre la fédération. Macmillan, qui penchait plutôt vers les positions de Douglas-Home, voulait néanmoins garder une ligne progressiste au parti conservateur.
En 1960, une révision de la constitution provisoire de 1953 devait être négociée entre le gouvernement britannique, le gouvernement fédéral et les leaders noirs africains. Ces derniers quittèrent la conférence constitutionnelle pour protester contre l'état d'urgence et l'intransigeance des colons blancs de Rhodésie du sud à ne pas vouloir partager le pouvoir.
Les nationalistes noirs ne tardèrent pas à engager des pourparlers avec le gouvernement britannique pour se retirer du processus de révision aboutissant ainsi à la faillite de la fédération.
En décembre 1960, en vertu de l'article 40 de la constitution fédérale de 1953, la fonction publique était enfin ouverte à toutes les races, sans aucune restriction quel que soit le poste. Cette réforme intervenait bien trop tard pour sauver la fédération.
En avril 1961, le parti de Kamuzu Banda remportait les élections au conseil législatif du Nyassaland.
En juillet 1961, une nouvelle constitution pour la Rhodésie du Sud, accordant 15 sièges de députés aux Noirs à l'assemblée, sur un total de 65, était proposée par référendum aux 8 000 électeurs sud-rhodésiens. Boycottés par les 4 000 électeurs noirs, elle fut approuvée par les électeurs blancs, satisfaits de voir le Royaume-Uni renoncer à ses pouvoirs réservés qui l'autorisait à intervenir pour défendre les intérêts africains.
La constitution entra en vigueur le 6 décembre 1961 alors que les premiers troubles violents avaient lieu en Rhodésie du Sud.
Durant l'année 1962, le gouvernement britannique et les dirigeants de la fédération s'accordèrent en privé pour laisser partir le Nyassaland.
En mars 1962, en Rhodésie du Sud, le Front rhodésien (Rhodesian Front - RF), fondé par les Blancs les plus hostiles à la fédération et au multiracialisme, s'en prenait à la constitution qu’il proposait d'amender car selon eux, elle « entendait promouvoir la domination des Africains avant que ceux-ci aient acquis une expérience suffisante du gouvernement démocratique ».
Le 16 mai 1962, pour des motifs inverses, le comité spécial des Nations unies sur la décolonisation se prononçait pour la dissolution de la fédération. Le 28 juin 1962, l'Assemblée générale des Nations unies demandait au Royaume-Uni de convoquer une nouvelle conférence constitutionnelle qui garantirait les droits de la majorité de la population.
Le 30 octobre 1962, à la tribune des Nations unies, Roy Welensky tentait encore de sauver la fédération et déclarait « sans aucun doute, les Africains seront la majorité dans une quinzaine d'années ».
En décembre 1962, le Front rhodésien remportait les élections générales sud-rhodésiennes. Le but du nouveau gouvernement du RF était d'assurer la pérennité de la domination blanche.
Au lendemain de ces élections, la Grande-Bretagne pris acte de l'éclatement politique entre les Blancs de Rhodésie du Sud et les nationalistes noirs. Elle reconnaissait alors publiquement le droit au Nyassaland, peuplée à 99 % de Noirs, de quitter la fédération.
Hastings Kamuzu Banda devient le premier Premier ministre noir du Nyassaland le 1er février 1963, alors que les Britanniques contrôlaient encore le système financier, la sécurité et le système juridique du pays.
Le 29 mars 1963, la Grande-Bretagne reconnaissait ce droit à la sécession à la Rhodésie du Nord.
Le 5 juillet 1963, la conférence de Victoria Falls, ultime tentative pour sauver la fédération, débouchait sur un constat d'échec.
Au Nyassaland, le nationaliste noir Hastings Kamuzu Banda, premier ministre du nouveau gouvernement autonome, refusait toute tentative de résurrection de la fédération et préparait son pays à accéder à l'indépendance
En Rhodésie du Nord, son homologue, Kenneth Kaunda, adoptait la même position et préparait lui aussi l'indépendance.
Le 25 juillet, le parlement britannique entérinait l'échec de la fédération.

## Dissolution de la fédération
Le 31 décembre 1963, la fédération de Rhodésie et du Nyassaland est officiellement dissoute, la Rhodésie du Sud restant aux mains des colons blancs. Les deux autres territoires retournent sous la gestion du Colonial Office en attendant la proclamation de leur indépendance.
Le 6 juillet 1964, le Nyassaland devient indépendant sous la direction de Hastings Kamuzu Banda et prend le nom de Malawi. Le 24 octobre 1964, la Rhodésie du Nord devient indépendante sous la direction de Kenneth Kaunda et prend le nom de Zambie.
La Rhodésie du Sud, devenue Rhodésie et toujours dirigée par les colons blancs, proclame unilatéralement son indépendance le 11 novembre 1965. À l'issue d'une longue guerre de libération, le pays est rebaptisé Zimbabwe par les nouveaux dirigeants noirs en 1980.

## Raisons de l'échec de la fédération
« La fédération était une bonne idée mais elle a été coulée par deux choses : le "vent de changement" qui a soufflé sur l'Afrique avec une force imprévisible et les politiques de Huggins puis de Welensky qui ont agi de telle sorte que la Fédération est apparue aux Africains comme un symbole de la domination blanche » Harold Macmillan, ancien premier ministre britannique
On peut également penser que c'est l'opposition irréductible des « petits colons » de Rhodésie du Sud (fermiers, artisans, ouvriers) à la fédération qui est la cause principale de l'échec de la fédération. Ceux-ci ont défendu avec opiniâtreté leurs terres et leurs privilèges raciaux, convaincant les Noirs des deux protectorats de Rhodésie du Nord et du Nyassaland que la fédération et sa politique d'association n'était qu'une « farce ».
Contrairement à la durée éphémère de cette fédération, d'autres nations africaines réussiront leur processus d'unification de peuples et de nations, par exemple, les sections francophones et anglophones du Cameroun se regroupent, menant à la Réunification du Cameroun.